# 2008年世界短道速滑团体锦标赛
2008年世界短道速滑团体锦标赛于2008年3月15日-2008年3月16日在中国哈尔滨举行。世界短道速滑团体锦标赛由国际滑冰联盟主办，该组织还举办速度滑冰和花样滑冰世界杯和锦标赛。
根据短道速滑世界杯的成绩，排名前八的队伍能够自动获得参赛资格，分为两个半区，每个半区四支队伍。每个队伍有四名选手参加500米和1000米，两名选手参加3000米，还有女子3000米接力和男子5000米接力。单项比赛的前四名分别获得5、3、2、1分；接力比赛的前四名分别获得10、6、4、2分；若是犯规，赋予0分。
每个半区排名第一的队伍进入A组决赛，排名第四的队伍进入B组决赛；剩余四队进入复赛，前两名进入A组决赛，后面两名进入B组决赛。

## 比赛结果
| 项目 | 金牌                                                                    | 银牌                                                                                               | 铜牌                                                                                 |
| 男子 | 美国 · 阿波罗·大野 · J·P·凯普卡 · 乔丹·马隆 · 杰夫·西蒙 · 查尔斯·莱维尔 | 加拿大 · 弗朗索瓦·阿默兰 · 让-弗朗索瓦·莫内特 · 夏尔·阿默兰 · 史蒂夫·罗比拉德 · 马克-安德烈·莫内特 | · 李承勋 · 郭润起 · 宋炅泽 · 成始柏 · 李昊锡                                         |
| 女子 | 中国 · 王濛 · 付天余 · 刘秋宏 · 赵楠楠 · 周洋                           | · 金玟廷 · 郑恩朱 · 申赛范 · 郑恩朱 · 梁信英                                                       | 加拿大 · 安妮·马尔泰斯 · 杰茜卡·格雷格 · 卡琳娜·罗白日 · 塔尼娅·维桑 · 阿曼达·奥弗兰 |

## 积分排名

### 男子
| 排名 | 国家   | 分数 |
| ---- | ------ | ---- |
| 金牌 | 美国   | 38   |
| 銀牌 | 加拿大 | 32   |
| 銅牌 |        | 30   |
| 4    | 中国   | 18   |
| 5    | 日本   | —    |
| 6    | 義大利 | —    |
| 7    | 俄羅斯 | —    |
| 8    | 英国   | —    |

### 女子
| 排名 | 国家     | 分数 |
| ---- | -------- | ---- |
| 金牌 | 中国     | 45   |
| 銀牌 |          | 35   |
| 銅牌 | 加拿大   | 27   |
| 4    | 美国     | 14   |
| 5    | 義大利   | —    |
| 6    | 保加利亚 | —    |
| 7    | 日本     | —    |
| 8    | 俄羅斯   | —    |

## 另请参阅
- 2007年至2008年短道速滑世界杯
- 2008年欧洲短道速滑锦标赛
- 2008年世界短道速滑锦标赛